# Radio Corporation of America
L'antiga companyia Radio Corporation of America, RCA, és actualment una marca registrada usada per altres dues companyies sorgides d'aquesta: 
- Thomson SA, que fabrica productes electrònics com televisions, reproductors de DVD, magnetoscopis, descodificadors de televisió per satèl·lit, càmeres de televisió, equips de so, telèfons, i accessoris relacionats; i
- Sony BMG Music Entertainment, que posseeix les marques RCA Victor i RCA Records que va rebre d'un dels seus amos, BMG. Les dues companyies van comprar els drets a la multinacional General Electric, qui havia pres el control sobre el conglomerat de RCA el 1986 i que va mantenir els seus interessos en la companyia de comunicació NBC.

Inicialment, GE va seguir mantenint el control sobre la marques RCA (incloent els drets de la marca His Master's Voice, coneguda mundialment com a HMV, o Nipper, en alguns llocs d'Amèrica), però aquests drets van passar posteriorment a les companyies Thomson i Bertelsmann. A causa de la seva popularitat durant l'edat daurada de la ràdio, a la seva alta qualitat de fabricació, les seves innovacions tecnològiques, el seu estil i el seu nom, les antigues ràdios RCA són un dels objectes més benvolguts pels col·leccionistes de ràdio. Són els creadors del connector RCA, molt popular en els sistemes d'àudio i vídeo domèstics.
L'agost de 1948, Radio Corporation of America va voler filmar una corrida de toros a Madrid que es va passar a Bellas Artes. La projecció va durar poc, perquè va fallar el voltatge elèctric i es va haver de suspendre la retransmissió.